# Gihanga
Gihanga är en kommun i Burundi. Den ligger i provinsen Bubanza, i den västra delen av landet, 23 kilometer norr om Burundis största stad Bujumbura.